# Деревна райка маленька
Деревна райка маленька (Dendropsophus minutus) — вид земноводних з роду Деревна райка родини Райкові.

## Опис
Загальна довжина досягає 1,7—2,6 см. Голова середнього розміру. очі великі з горизонтальними зіницями. Тулуб витягнутий, кремезний. Задні кінцівки довші за передні. На передніх є 4 пальці, а на задніх лапах — ро 3. Усі пальці доволі довгі. На них присутні великі присоски.
Забарвлення блідо-коричневе з темно-коричневі нечіткими цяточками. Черево має помаранчевий відтінок. Молоді особини мають біло-сірий колір.

## Спосіб життя
Полюбляє субтропічні та тропічні ліси, чагарники, вологі гірські луки, савани, пасовища, місця біля ставків, каналів, боліт. Зустрічається на висоті до 1800 м над рівнем моря. Веде суто деревний спосіб життя. Добре стрибає — до 75 см. Активна вночі. Живиться дрібними безхребетними та їх личинками. Її голос звучить пронизливо, нагадує звук, коли по порцеляні проводять ножем.
Розмноження відбувається у сезон дощів. Самиця відкладає яйця у листя.

## Розмноження
Мешкає у Колумбії, Еквадорі, Венесуелі, Гаяні, Суринамі, Французькій Гвіані, Бразилії, Перу, Болівії, Парагваї, Уругваї, Аргентині, а також на островах Тринідад і Тобаго.